# Djéma
Djéma är en subprefektur i Centralafrikanska republiken.   Den ligger i prefekturen Haut-Mbomou, i den östra delen av landet, 800 km öster om huvudstaden Bangui.
I omgivningarna runt Djéma växer huvudsakligen savannskog. Trakten runt Djéma är nära nog obefolkad, med mindre än två invånare per kvadratkilometer.